# Margaret A. Hamburg
Margaret Ann Hamburg (Chicago, 12 luglio 1955) è una politica e medico statunitense, commissario della Food and Drug Administration dal 2009 al 2015.
La Hamburg è la seconda donna a ricoprire questa carica, dopo Jane Ellen Henney nel 1998.

## Biografia
Margaret Hamburg è figlia di David e Beatrix Hamburg, entrambi medici. Beatrix è stata la prima donna afroamericana a frequentare il Vassar College e ad essere ammessa alla facoltà di medicina di Yale; David, invece, di origini ebree è stato uno dei massimi ricercatori nel campo delle malattie mentali.
La Hamburg è sposata con Peter Fitzhugh Brown, uno studioso di intelligenza artificiale.
Prima di assumere l'incarico affidatole dal Presidente Obama, la Hamburg ha lavorato nel Dipartimento della Salute e dei Servizi Umani come Assistente del Segretario per la Pianificazione e il Controllo ed è stata Commissario alla Salute della città di New York.